# Strawberry (comté de Tuolumne, Californie)
Pour les articles homonymes, voir Strawberry.
Strawberry est une census-designated place du comté de Tuolumne, dans l'État de Californie, aux États-Unis. En 2020, elle compte une population de 87 habitants.